# Giulio Regondi
Giulio Regondi (1822 en Ginebra o en Lyon - 6 de mayo de 1872, Londres) fue un guitarrista, concertinista y compositor italiano.
Regondi fue un niño prodigio. Fernando Sor dedicó su Souvenir d'amitié, op. 46  a Regondi en 1831, cuando tenía tan solo nueve años de edad.
La mayor parte de la música de Regondi fue escrita para el sistema inglés de la concertina, aunque su música para guitarra es más conocida. Sus obras para guitarra sola comprenden una serie de estudios y seis obras mayores.

## Obras elegidas
- Nocturne 'Rêverie', op. 19 para guitarra
- Fête villageoise 'Rondo caprice', op. 20 para guitarra
- Air varié No. 1, op. 21 para guitarra
- Air varié No. 2, op. 22 para guitarra
- Introduction and caprice, op. 23 para guitarra
- Ten Etudes para guitarra
- Air varié de l’opera de Bellini I Capuleti e i Montecchi para guitarra
- Fantasia on English Airs para concertina y piano
- Leisure Moments para concertina y piano
- Morceau de Salon para concertina y piano
- Recollections of Home para concertina